# Списак заштићених подручја Бугарске
Ово је листа заштићених подручја у Бугарској која обухвата 3 национална парка са 11 паркова природе и 54 природна резервата. Први парк природе у Бугарској и Балканском полуострву је Витоша, која је основана 1934. године.

## Национални паркови
| Име              | Слика | Локација              | Површина   | Проглашен |
| ---------------- | ----- | --------------------- | ---------- | --------- |
| Централни Балкан |       | -                     | 716.69 km² | 1991      |
| Пирин            |       | Благоевградска област | 403.56 km² | 1962      |
| Рила             |       | Благоевградска област | 810.46 km² | 1992      |

## Паркови природе
- Беласица
- Бугарка
- Витоша
- Врачански Балкан
- Златни пјасци
- Парк природе Персина
- Парк природе Сините камни
- Странџа
- Рилски манастир
- Русенски Лом
- Шуменски плато

## Природни резервати
- Атанасово језеро
- Бургаско језеро
- Боатин
- Централна Рила
- Ченгене Скеле
- Џендема
- Ибар (Бугарска)
- Калијакра
- Козија Стена
- Мандранско језеро
- Парангалитса
- Пештанска Скала
- Пода
- Северни Џендем
- Силкосија
- Скакавица
- Соколна
- Сребарна
- Средока
- Стара Река (Бугарска)
- Стенето
- Тисовица
- Торфено Браниште
- Царичина
- Усунгерен
- Узунбоџак
- Витаново